# Luke Goss
Luke Damon Goss (London, 1968. szeptember 29. –) angol színész, az 1980-as évek Bros zenekarának dobosa. Számos filmben szerepelt, többek között: Penge 2. (2002) mint Jared Nomak, Egy éjszaka a királlyal (2006) mint Xerxes Király, Hellboy II. – Az aranyhadsereg (2008) mint Nuada Herceg, Tekken (2009) mint Steve Fox, Interjú a bérgyilkossal (2012) mint Viktor és a Traffik (2018) mint Red.

## Pályafutása
Goss – ikertestvérével, Matt Goss-szal együtt – az 1980-as évekbeli Bros nevű fiúbandában kezdte karrierjét. Összesen tizenhárom slágerrel szerepelt a brit slágerlistákon.
Amikor a Bros feloszlott az 1990-es évek elején, Goss a Band of Thievesszel dolgozott, ahol két kislemezt adott ki: Sweeter Than the Midnight Rain és Give Me One More Chance.

## Magánélete
Goss a londoni Lewishamben született Carol (Read) és Alan Goss fiaként. 1994 óta él házasságban Shirley Lewis háttérénekesnővel (aki többek között Elton John, George Michael és Luther Vandross énekesekkel dolgozott együtt), és van egy mostohalánya, Carli. 2007 januárjában feleségével, Shirleyvel végleg Los Angelesbe költözött, de továbbra is Londonban él. A pár 2017-ben különvált.

## Filmográfia

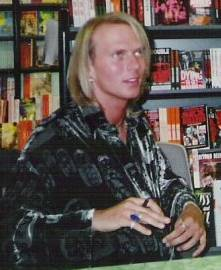
1993-ban

| Év   | Cím                                           | Szerep                           | Megjegyzés     |
| ---- | --------------------------------------------- | -------------------------------- | -------------- |
| 2000 | The Stretch                                   | Warwick Locke                    |                |
| 2000 | Two Days, Nine Lives                          | Saul                             |                |
| 2002 | Penge 2.                                      | Jared Nomak                      |                |
| 2002 | Cikkcakk                                      | Cadillac Tom                     |                |
| 2002 | Nine-Tenths                                   | Jon Laker                        |                |
| 2004 | Frankenstein                                  | A teremtmény                     | TV minisorozat |
| 2004 | Charlie                                       | Charlie Richardson               |                |
| 2004 | Ezüstsólyom                                   | Alexander Wolfe                  |                |
| 2005 | Ki a faszagyerek?                             | Joey / Kane                      |                |
| 2005 | Private Moments                               | Lucien                           |                |
| 2005 | Cold & Dark                                   | John Dark                        | Videófilm      |
| 2006 | Egy éjszaka a királlyal                       | Xerxes király                    |                |
| 2006 | Something in the Clearing                     | Randy                            |                |
| 2006 | Az igazság mecénása                           | John Dresham                     | Videófilm      |
| 2006 | 13 Graves                                     | Anton                            |                |
| 2007 | Bone Dry                                      | Eddie                            | Videófilm      |
| 2007 | Shanghai Baby                                 | Mark                             |                |
| 2007 | Unearthed                                     | Kane                             |                |
| 2008 | Hellboy II. – Az aranyhadsereg                | Nuada Herceg                     |                |
| 2008 | A fagy fogságában                             | Stephen Weaks                    | Videófilm      |
| 2009 | A rejtély                                     | Lloyd Parr / Shapeshifter        | TV sorozat     |
| 2009 | A Föld megsemmisítése                         | David                            | TV film        |
| 2009 | Tekken                                        | Steve Fox                        |                |
| 2010 | A boszorkányfalu                              | Malachy                          | TV film        |
| 2010 | The Dead Undead                               | Jack                             | Videófilm      |
| 2010 | El Dorado                                     | Sam Grissom ezredes              | TV minisorozat |
| 2010 | Across the Line: The Exodus of Charlie Wright | Damon                            |                |
| 2010 | Halálfutam 2.                                 | Carl "Luke" Lucas / Frankenstein | Videófilm      |
| 2011 | Halálos menedék                               | Issac                            | Videófilm      |
| 2011 | Pressed                                       | Brian Parker                     | Videófilm      |
| 2011 | Vérbosszú                                     | Michael Savion                   | Videófilm      |
| 2011 | Inside                                        | Miles Barrett                    |                |
| 2012 | Interjú a bérgyilkossal                       | Viktor                           |                |
| 2013 | Halálfutam: A pokol tüze                      | Carl "Luke" Lucas / Frankenstein | Videófilm      |
| 2013 | Vörös özvegy                                  | Luther                           | TV sorozat     |
| 2014 | Dead Drop                                     | Michael Shaughnessy              | Videófilm      |
| 2014 | Lost Time                                     | Carter                           | Videófilm      |
| 2014 | Vörös bosszú                                  | Jake Tharseo                     | Videófilm      |
| 2015 | A különleges alakulat                         | Jack Wosick százados             | Videófilm      |
| 2015 | AWOL72                                        | Conrad Miller                    | Videófilm      |
| 2015 | Éjszakai osztag                               | Wade                             | Videófilm      |
| 2015 | Operator                                      | Jeremy Miller                    | Videófilm      |
| 2016 | Célpont neve: Salazar                         | Tom Jensen DEA ügynök            | Videófilm      |
| 2016 | Határtalan hajsza                             | Decker                           |                |
| 2017 | Mississippi Murder                            | Mavredes                         | Videófilm      |
| 2018 | Te jössz                                      | David                            |                |
| 2018 | Extracurricular                               | Alan Gordon                      | Videófilm      |
| 2018 | Traffik                                       | Red                              |                |
| 2018 | Bros: After The Screaming Stops               | Önmaga                           |                |
| 2019 | The Last Boy                                  | Jay                              | Videófilm      |
| 2019 | The Hard Way                                  | Mason                            | Netflix        |
| 2019 | Hollow Point                                  | Hank Carmac                      |                |
| 2020 | Legacy                                        | Gray ügynök                      |                |
| 2020 | Paydirt                                       | Damien Brooks                    | Videófilm      |
| 2020 | The Loss Adjuster                             | Martin Dyer                      |                |
| 2021 | R.I.A.                                        | David                            |                |

## Fordítás
- Ez a szócikk részben vagy egészben  a   Luke Goss című angol Wikipédia-szócikk fordításán alapul.  Az eredeti cikk szerkesztőit annak laptörténete sorolja fel. Ez a jelzés csupán a megfogalmazás eredetét és a szerzői jogokat jelzi, nem szolgál a cikkben szereplő információk forrásmegjelöléseként.